# Barany (Ełk)
Barany (deutsch Barannen, 1938 bis 1945 Keipern) ist ein Dorf in der polnischen Woiwodschaft Ermland-Masuren, das zur Gmina Ełk (Landgemeinde Lyck) im Powiat Ełcki (Kreis Lyck) gehört.

## Geographische Lage
Barany liegt am Flüsschen Lyck (polnisch Ełk) am Südwestufer des Lyck-Sees (polnisch Jezioro Ełckie) im südlichen Osten der Woiwodschaft Ermland-Masuren, vier Kilometer südwestlich der Kreisstadt Ełk (Lyck).

## Geschichte
Seine Gründung erhielt das nach 1785 Barrannen und bis 1938 Barannen genannte Dorf im Jahre 1503. Von 1874 bis 1945 gehörte es zum Amtsbezirk Lyck-Land mit Sitz in Neuendorf (polnisch Nowa Wieś Ełcka) im Kreis Lyck im Regierungsbezirk Gumbinnen (ab 1905 Regierungsbezirk Allenstein) der preußischen Provinz Ostpreußen. Im Jahre 1910 zählte Barannen 304 Einwohner.
Aufgrund der Bestimmungen des Versailler Vertrags stimmte die Bevölkerung im Abstimmungsgebiet Allenstein, zu dem Barannen gehörte, am 11. Juli 1920 über die weitere staatliche Zugehörigkeit zu Ostpreußen (und damit zu Deutschland) oder den Anschluss an Polen ab. In Barannen stimmten 240 Einwohner für den Verbleib bei Ostpreußen, auf Polen entfielen keine Stimmen.
Am 30. September 1928 wurde der Nachbargutsbezirk Malleczewen (1938–1945 Maletten, polnisch Maleczewo) nach Barannen eingegliedert. Die Einwohnerzahl vergrößerte sich entsprechend und betrug 1933 insgesamt 353 und 1939 bereits 387. Am 3. Juni (offiziell bestätigt am 16. Juli) des Jahres 1938 erhielt Barannen die Umbenennung in Keipern.
Im Jahre 1945 kam das Dorf in Kriegsfolge mit dem gesamten südlichen Ostpreußen zu Polen und bekam die polnische Namensform Barany. Heute ist es Sitz eines Schulzenamtes (polnisch Sołectwo) und somit einer Ortschaft im Verbund der Gmina Ełk (Landgemeinde Lyck) im Powiat Ełcki (Kreis Lyck), vor 1998 der Woiwodschaft Suwałki, seither der Woiwodschaft Ermland-Masuren zugehörig.

## Religionen
Bis 1945 war Barannen in die evangelische Gemeinde Lyck in der Kirchenprovinz Ostpreußen der Evangelischen Kirche der Altpreußischen Union sowie in die römisch-katholische Gemeinde St. Adalbert in Lyck im Bistum Ermland eingepfarrt.
Heute gehört Barany zur katholischen Pfarrei in Nowa Wieś Ełcka (Neuendorf) im Bistum Ełk der Römisch-katholischen Kirche in Polen. Die evangelischen Einwohner halten sich zur Kirchengemeinde in Ełk, einer Filialgemeinde der Pfarrei Pisz (Johannisburg) der Evangelisch-Augsburgischen Kirche in Polen.

## Verkehr
Barany liegt ein wenig abseits und ist – zum Teil auf Landwegen – von Ełk und der polnischen Landesstraße 65 (einstige deutsche Reichsstraße 132) sowie vom Nachbarort Maleczewo aus erreichbar.
Bis 1945 war Barannen bzw. Keipern an die Bahnstrecke Olsztyn–Ełk (deutsch Allenstein–Lyck) über die Bahnstation „Hertasee“ – die auch heute noch unter dem Namen „Barany“ existiert, aber nicht mehr in Betrieb ist – angeschlossen. Heute sind Nowa Wieś Ełcka (Neuendorf) bzw. der heutige Stadtteilbahnhof Ełk Szyba Zachód (deutsch Sybba West, 1938–1945 Walden West) die nächstgelegenen Bahnstationen.